# Paratarbaleus
Paratarbaleus is een geslacht van rechtvleugeligen uit de familie Pyrgomorphidae. De wetenschappelijke naam van dit geslacht is voor het eerst geldig gepubliceerd in 1941 door Ramme.

## Soorten
Het geslacht Paratarbaleus omvat de volgende soorten:
- Paratarbaleus novaeguineae Ramme, 1930
- Paratarbaleus spinosus Ramme, 1930